# مونترآل کانادینز
مونترآل کانادینز یا کانادایی‌های مونترآل  (به انگلیسی: Montreal Canadiens فرانسوی: Les Canadiens de Montréal‎) یک تیم حرفه‌ای هاکی روی یخ کانادا است. این تیم در مونترال کبک مستقر است و در رقابت‌های لیگ ملی هاکی (NHL) شرکت می‌کند و عضو لیگ آتلانتیک دیویژون در کنفرانس شرق است.

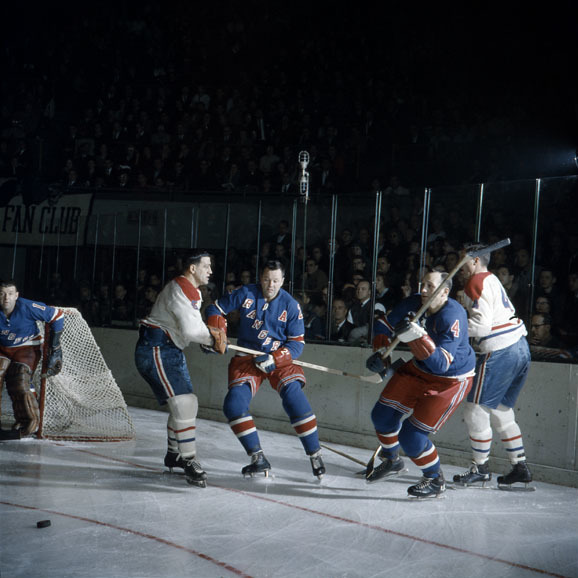
بازی بین مونترآل کانادینز و نیویورک رنجرز در سال ۱۹۶۲ است.

## یادداشت
1. ↑  حتی در زبان انگلیسی، همیشه نگارش فرانسوی Canadiens مورد استفاده قرار می‌گیرد.